# YouTube Poop
Un YouTube Poop (YTP) és un tipus de video mashup creat mitjançant l'edició de fonts de mitjans preexistents amb finalitats humorístics, profans, confusos, o dramàtics.

## Tècniques
Un YTP típicament utilitza efectes visuals i auditius per alterar el treball subjacent. Alguns d'aquests vídeos poden involucrar la reutilització total o parcial de fonts per crear o transmetre una història, mentre que uns altres segueixen una narració no lineal, i alguns poden no contenir cap història. En molts casos, els YouTube Poops utilitzen humor absurd que poden entretenir, confondre o irritar, depenent de l'espectador. El professor associat d'antropologia cultural a la Universitat Estatal de Kansas, Michael Wesch, ha definit els YouTube Poops com "remixes absurds que imiten i es burlen dels estàndards tècnics i estètics més baixos de la cultura remix per comentar sobre la cultura remix".
Les fonts de mitjans de YouTube Poops inclouen programes de televisió, pel·lícules, anime, dibuixos animats, comercials, videojocs i altres vídeos obtinguts de YouTube o d'altres llocs.
Els YouTube Poop són sovint derivats en el sentit que el treball d'un artista (o pooper) de vegades s'usa com el treball subjacent per a un altre video. Lawrence Lessig, professor de dret en la Facultat de Dret d'Harvard, es va referir a aquest comportament com un exemple de trucada i resposta dins d'una cultura remix. Alternativament, dos Poopers de YouTube poden participar en "YTP tennis" o "YTP soccer", en el qual el mateix video es remezcla d'un costat a un altre.
Un altre tipus destacat de video en la comunitat es coneix com a "col·laboració", en el qual un grup de videos de YouTube Poops es compilen per fer un video més llarg. La majoria de les vegades, els videos presentats estan fets exclusivament per a la col·laboració i no es pugen a YouTube abans del llançament de la col·laboració.

## Copyright i ús just
A causa de l'ús de materials amb drets d'autor i la forma en què es representen aquestes fonts, els YTP poden eliminar-se de YouTube després d'una queixa de DMCA. No obstant, el politòleg i autor Trajce Cvetkovski va assenyalar en 2013 que, tot i que Viacom va presentar una demanda per violació de drets d'autor amb YouTube en 2007, YouTube Poops com "The Sky Had a Weegee" de Hurricoaster, que presenta escenes de la sèrie animada SpongeBob SquarePants (en particular, l'episodi "Shanghaied") i Weegee (una caricatura satírica basada en Luigi de Nintendo com apareix en la versió DUES de Mario Is Missing), no es van eliminar de YouTube.
La llei en el Regne Unit permet a les persones usar material amb drets d'autor amb la finalitat de paròdia, pastiche i caricatura sense infringir els drets d'autor del material. Els propietaris dels drets d'autor només poden demandar al parodista si l'obra conté missatges d'odi o discriminació. Si el cas es porta als tribunals, dependrà d'un jutge decidir si el vídeo compleix amb aquests criteris.

## Respostes Individuals
Les persones involucrades en YouTube Poops a vegades s'esforcen en eliminar els vídeos. El poeta infantil Michael Rosen (qui afirma haver-se "convertit en un objecte de cult entre els Poopers") va intentar eliminar els vídeos, però després d'algunes discussions amb alguns Poopers, va decidir permetre que els vídeos continuessin penjats a YouTube, comparant-los amb l'ús d'un software d'edició de fotos. Tot i així, Rosen va emetre una advertència a la seva pàgina web:

Moltes persones es diverteixen agafant els meus vídeos i fent noves versions d'ells, coneguts com a "YouTube Poops". Molts d'aquests vídeos no són adequats per a nens petits. No em faig responsable per les paraules o imatges d'aquests.

Va posar una advertència similar al seu canal de YouTube.